# Melinaea ludovica
Melinaea ludovica là một loài bướm trong họ Nymphalidae được tìm thấy ở Nam Mỹ.
Bản thân từ "Nymphalidae" lấy nguồn gốc từ "Nymph" trong thần thoại Hy Lạp, chỉ các tiên nữ.

## Tên
Loài bướm này lần đầu tiên được nhà côn trùng học nổi tiếng người Hà Lan là Pieter Cramer mô tả dưới danh pháp Papilio ludovica.

## Phân loài
Có ba phân loài là:
- Melinaea ludovica ludovica (Cramer, 1780), đồng nghĩa: Papilio egina (Cramer, 1777)[2]: Suriname, Guianas.
- Melinaea ludovica paraiya (Reakirt, 1866)[3]: Amazon, Brasil (Rio de Janeiro, Santa Catarina).
- Melinaea ludovica manuelito (Tessmann, 1928)[4]: Peru.

## Mô tả
Cũng như nhiều loài bướm khác, thân Melianaea ludovica được chia làm 3 phần: đầu, ngực và bụng. Tất cả những phần này đều được phủ một lớp lông và vảy. Đầu mang một cặp mắt kép, một đôi râu, 2 mảnh môi sờ (cơ quan cảm nhận vị giác) và một vòi hình ống để hút thức ăn. Râu bướm có 2 dạng chính: dạng hình roi và dạng răng lược. Ngực được chia làm 3 đốt, mỗi đốt mang một cặp chân, tổng cộng bướm có 6 chân. Các đốt ngực giữa và sau mang một đôi cánh có nhiều gân được phủ lớp vảy nhiều màu sắc. Hệ gân cánh và các kiểu màu sắc của cánh là những đặc điểm chủ yếu để phân loại các loài bướm.
Ở nhiều loài bướm, con đực và con cái hoàn toàn khác nhau, cũng có nhiều loài bướm thay đổi hình thái theo vùng địa lý và theo mùa. Không phải loài bướm nào cũng màu sắc lộ liễu, chúng có màu sắc hòa vào môi trường xung quanh để ngụy trang. Melianaea ludovica là một con bướm có cánh màu nâu lớn với phần trung tâm của cánh màu da cam và vàng, có các đốm vàng. Viền cánh có những vết đóm nhỏ màu trắng. Thân nhỏ thon dài, có râu dài.

## Phân bố
Melinaea ludovica phân bố chủ yếu ở Ecuador, Peru, Brasil (các bang Amazonas, Pará, Alagoas, Bahia, Rio de Janeiro, São Paulo, Santa Catarina), Colombia, Venezuela, Guyana, Ecuador và Peru.

## Tập tính
Loài này thường xuất hiện ở các bìa rừng mưa nhiệt đới ẩm và thức ăn là phấn hoa.

## Bảo vệ
Loài này khá phổ biến, hiện nay không nằm trong danh sách cần bảo vệ.